# Othello
Othello – miasto w Stanach Zjednoczonych, w stanie Waszyngton, w hrabstwie Adams. Według spisu w 2020 roku liczy 8549 mieszkańców. 
W 2020 roku miasto ma najwyższy odsetek (3,6%) świadków Jehowy w Stanach Zjednoczonych.